# Žehuňský rybník – Obora Kněžičky
Ptačí oblast Žehuňský rybník – Obora Kněžičky se nachází na rozhraní Středočeského kraje a Královéhradeckého kraje mezi Poděbrady a Chlumcem nad Cidlinou.
Oblast o celkové rozloze 1 964 ha zahrnuje Žehuňský rybník, Oboru Kněžičky s Kopičáckým a Čihadelskými rybníky, Dlouhopolský rybník, Báňský les a další menší pozemky mezi zmíněnými celky. V území se nachází různé typy přírodních stanovišť od podmáčených luk, rozsáhlých rákosin, bílých strání přes slatinné loučky až po různé typy doubrav.
V ptačí oblasti se nachází celkem šest maloplošných zvláště chráněných území – národní přírodní památka Žehuňský rybník, národní přírodní rezervace Kněžičky, národní přírodní památka Kopičácký rybník, národní přírodní památka Dlouhopolsko, přírodní památka Žehuňsko – Báň a přírodní památka Čihadelské rybníky. Území ptačí oblasti se dále překrývá s evropsky významnou lokalitou Žehuňsko soustavy Natura 2000.
Ptačí oblast je vyhlášena na ochranu bukáčka malého (Ixobrychus minutus), pro kterého je tato lokalita jednou z nejvýznamnějších v České republice a chřástala kropenatého (Porzana porzana). Žehuňský rybník je jedinou lokalitou v ČR, kde byl alespoň v jednom roce (2005) dosažen kritériový počet 6 okrsků u chřástala malého (Porzana parva). Významné je i hnízdění bukače velkého (Botaurus stellaris), orla mořského (Haliaeetus albicilla), motáka pochopa (Circus aeruginosus) a slavíka modráčka středoevropského (Luscinia svecica cyanecula).
Oblast je systematicky ornitologicky sledována a monitorována.